# Hainfeld (Neder-Oostenrijk)
Hainfeld is een gemeente in de Oostenrijkse deelstaat Neder-Oostenrijk, gelegen in het district Lilienfeld (LF). De gemeente heeft ongeveer 3700 inwoners.

## Geografie
Hainfeld heeft een oppervlakte van 44,73 km². Het ligt in het centrum van het land, ten zuidwesten van de hoofdstad Wenen.
Annaberg · Eschenau · Hainfeld · Hohenberg · Kaumberg · Kleinzell · Lilienfeld · Mitterbach am Erlaufsee · Ramsau · Rohrbach an der Gölsen · Sankt Aegyd am Neuwalde · Sankt Veit an der Gölsen · Traisen · Türnitz
- Gemeinsame Normdatei: 4526890-3
- Library of Congress Control Number: nb2006015350
- Nationale Bibliotheek van Israël: 987007577027705171
- Virtual International Authority File: 154271582
- WorldCat: E39PBJw8W9jVXqVCP3Wprg9JjC